# Prix Robert-Walser
 (février 2022).
Si vous disposez d'ouvrages ou d'articles de référence ou si vous connaissez des sites web de qualité traitant du thème abordé ici, merci de compléter l'article en donnant les références utiles à sa vérifiabilité et en les liant à la section « Notes et références ».
Le prix Robert-Walser est un prix littéraire international. En hommage à l'écrivain Robert Walser, il est délivré par sa ville natale Bienne et par le canton de Berne.

## Histoire
Créé en 1978, le prix est décerné dans un premier temps tous les trois ans, alternativement à un texte en allemand et à un texte en français. Depuis 2018, il est octroyé tous les deux ans simultanément à un texte de chaque langue.
Les textes primés sont des textes en prose (roman, recueil de nouvelles) remarqués pour leur qualité littéraire. Le prix est exclusivement attribué à une  première œuvre publiée dans l'année de la remise du prix ou en automne de l'année précédente.
Le prix est doté de vingt mille francs suisses.
Le jury est constitué de critiques littéraires et auteurs reconnus.

## Lauréats
- 1978 : Marianne Fritz pour Schwerkraft der Verhältnisse (La Gravité des circonstances) (A)
- 1981 : Matthias Zschokke pour Max (CH)
- 1984 : Michel Host pour L’Ombre, le fleuve, l’été (F)
- 1987 : Werner Fritsch pour Cherubim (D)
- 1990 : Thomas Hettche pour Ludwig muß sterben (D)
- 1993 : Malika Wagner pour Terminus Nord (F)
- 1995 : Klaus Händl pour Legenden (A)
- 1998 : Frédérique Clémençon pour Une saleté (F)
- 2001 : Ueli Bernays pour August (CH)
- 2004 : Thierry Hesse pour Le Cimetière américain (F)
- 2006 : Monique Schwitter pour Wenn’s schneit beim Krokodil (CH)
- 2008 : Marius Daniel Popescu pour La Symphonie du loup (CH)
- 2010 : Patrick Hofmann, pour Die letzte Sau (Schöffling & Co) (D)
- 2012 : Mariette Navarro pour Alors Carcasse (F)
- 2014 : Roman Ehrlich pour Das kalte Jahr (D)
- 2016 : Elisa Shua Dusapin pour Hiver à Sokcho (CH)
- 2018 : Gabriel Allaire pour Pas de géants (CDN) et Gianna Molinari pour Hier ist noch alles möglich (CH)
- 2020 : Anne Pauly pour Avant que j'oublie (F) et Thilo Krause pour Elbwärts (D)
- 2022 : Magdalena Schrefel pour Brauchbare Menschen (D) et Rémi David pour Mourir avant que d'apparaître (F)
- 2024 : Lorena Simmel pour Ferymont (D) et Emma Doude van Troostwijk pour Ceux qui appartiennent au jour (F)